# Мабуя (долина)
Мабуя (на английски: Mabouya Valley) е долина на река Мабуя в островната карибска държава Сейнт Лусия.

## География
Това е тропическа местност в сърцето на острова. Попада в административния регион Денери (Dennery). В долината протичат 2 реки – Мабуя и Дерниер (Derniere).
Намира се на около 29 км югоизточно от столицата Кастрийс и на 50 км североизточно от вулканичния масив Питон. Върховете Грос Питон и Пти Питон („Голям питон“ и „Малък питон“) са емблематични за Сейнт Лусия, изобразени са дори на националния флаг на страната.
Климатът е саванен, средната годишна температура е 23 градуса по Целзий, валежите са от 2000 до 3000 мм годишно. Обраслите с гори хълмове на места са обезлесени за земеделска обработка.
Долината е дом на футболни отбори, играещи в Първата дивизия по футбол на Сейнт Лусия – „Сървайвълс“, „О Лион Юнайтед“ и „Роувърс Юнайтед“.